# Erixon Danso
Erixon Danso (ur. 22 lipca 1989 w Amsterdamie, Holandia) – holenderski piłkarz pochodzenia ghańskiego, grający na pozycji pomocnika lub napastnika. Posiada obywatelstwo holenderskie i ghańskie.

## Kariera piłkarska

### Kariera klubowa
Wychowanek holenderskich klubów AFC, FC Omniworld, AFC Ajax i FC Utrecht. 19 kwietnia 2009 rozpoczął karierę piłkarską w barwach FC Utrecht. Latem 2011 wyjechał do Hiszpanii, gdzie bronił barw drugoligowych klubów Orihuela CFi Valencia B. W 2013 przeszedł do FC Dordrecht. W maju 2014 opuścił klub, ale w końcu września 2014 wrócił do Dordrechtu. Podczas przerwy zimowej sezonu 2014/15 kontrakt został anulowany. W styczniu 2015 został piłkarzem libańskiego Al-Safa' SC. Dopiero 19 lipca 2014 przeniósł się do FC Emmen. 18 sierpnia 2016 jako wolny agent podpisał kontrakt z ukraińskim klubem Stal Kamieńskie. 17 stycznia 2017 za obopólną zgodą kontrakt został anulowany.

### Kariera reprezentacyjna
10 czerwca 2015 debiutował w reprezentacji Aruby.

## Sukcesy i odznaczenia

### Sukcesy piłkarskie
FC Dordrecht
- wicemistrz Eerste divisie: 2013/14